# Отдел уголовных расследований Армии США
Отдел уголовных расследований Армии США (United States Army Criminal Investigation Division), ранее известный как Командование криминальных расследований Армии США (United States Army Criminal Investigation Command) — следственный орган Армии США. Его основной функцией является расследование преступлений, совершённых военнослужащими Армии США. Организационно он отделён от органов военного управления и войсковых соединений, полностью независим при осуществлении своих функций и подчиняется напрямую заместителю министра Армии США. Центральный аппарат размещён в здании «Рассел-Нокс», база Куантико, штат Виргиния.

## История
Во время Первой мировой войны Джон Першинг, командующий американскими войсками в Европе, приказал создать следственное подразделение для проведения расследований преступлений, совершаемых военнослужащими. Это подразделение, получившее название Criminal Investigation Division, должно было централизовать и упорядочить следственную деятельность в войсках. После окончания войны, вывода экспедиционных сил и демобилизации данное подразделение прекратило деятельность.
Со вступлением США во Вторую мировую войну, когда численность вооружённых сил резко возросла, потребность в централизованной структуре, осуществляющей следственную деятельность в войсках, вновь стала актуальной. Однако лишь в январе 1944 года при канцелярии Главного прово-маршала Армии США было создано Criminal Investigation Division.
После окончания Второй мировой войны следственная деятельность в Армии США вновь была децентрализована. Однако довольно скоро стала понятна ошибочность этого решения, и начался обратный процесс рецентрализации следственной работы, который завершился в 1969 году созданием U.S. Army Criminal Investigation Agency, которое 17 сентября 1971 года было преобразовано в Командование криминальных расследований Армии США, первым начальником которого стал полковник Генри Тафтс.
Первоначально Командование криминальных расследований находилось в ведении начальника военной полиции армии США. Однако согласно отчёту Независимого обзорного комитета Форт-Худ от 6 ноября 2020 года это привело к тому, что специальные агенты Командования криминальных расследований стали использоваться в интересах полицейской деятельности в ущерб проведению собственно уголовных расследований. В этой связи в 2021 году была осуществлена реформа Командования криминальных расследований Армии США — оно получило гражданского руководителя, было выведено из ведения начальника военной полиции армии США и подчинено напрямую заместителю министра Армии США. Одновременно с этим Командованию вернули историческое название, использовавшееся до 1971 года, — Criminal Investigation Division.

## Принципы работы

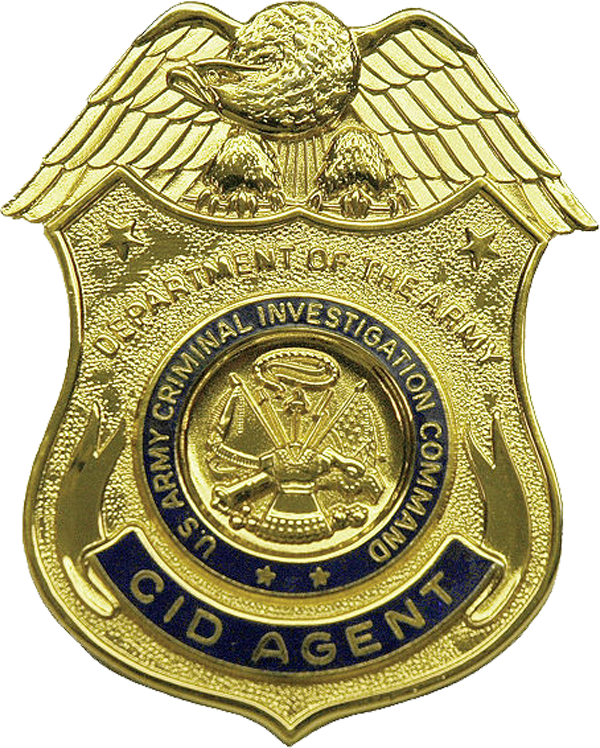
Служебный значок специального агента Командования криминальных расследований Армии США

В юрисдикцию Командования криминальных расследований входит проведение расследований уголовных преступлений, совершённых военнослужащими Армии США, а также гражданским персоналом при условии, что соответствующие деяния подпадают под действие Единого кодекса военной юстиции США. Командование не предъявляет официальных обвинений, а лишь представляет отчёт о результатах расследования должностным лицам, уполномоченным на предъявление таких обвинений.
Личный состав Командования криминальных расследований состоит как из военнослужащих, так и из гражданского персонала. При этом отбор в специальные агенты Командования проводится только среди военнослужащих, состоящих на действительной службе, или военнослужащих-резервистов.

## Руководство
С 17 сентября 2021 года директором Командования криминальных расследований Армии США является Грегори Форд. Должность директора является гражданской. Директор подчиняется напрямую заместителю министра Армии США, который также относится к гражданскому персоналу.

## Организационная структура
Центральному аппарату Командования криминальных расследований подчинены следующие структуры:
- 3-я группа криминальных расследований, Хайнсвилл, Джорджия
  - 5-й батальон криминальных расследований, Кайзерслаутерн, Германия
  - 10-й батальон криминальных расследований, Форт-Брэгг, Северная Каролина
  - 502-й батальон криминальных расследований, Форт-Кэмпбелл, Кентукки
  - батальон криминальных расследований Форта Бэннинг, Форт-Беннинг, Джорджия
  - Вашингтонский батальон криминальных расследований, Форт Майер, Виргиния
    - 12-й отряд криминальных расследований, Форт Ли, Виргиния
    - 68-й отряд криминальных расследований, Форт-Мид, Мэриленд
    - 75-й отряд криминальных расследований, Форт Бельвуар, Виргиния
- 6-я группа криминальных расследований, Льюис — Маккорд, Вашингтон
  - 11-й батальон криминальных расследований, Форт-Худ, Техас
  - 19-й батальон криминальных расследований, Аэродром Уиллер, Гавайи
  - 22-й батальон криминальных расследований, Льюис — Маккорд, Вашингтон
- 701-я группа криминальных расследований, база Квантико, Виргиния
  - Полевое следственное подразделение
  - Подразделение по борьбе с мошенничеством в сфере закупок, база Квантико, Виргиния
  - Подразделение по борьбе с киберпреступлениями, база Квантико, Виргиния
  - Межрегиональная группа криминальных расследований
  - Батальон охраны, Форт Бельвуар, Виргиния
- Лаборатория криминальных расследований, Форт Гиллем, Джорджия
- Центр регистрации уголовных преступлений, база Квантико, Виргиния

## Вооружение
Табельным оружием специальных агентов Командования криминальных расследований Армии США является пистолет SIG Sauer P320. При проведении расследований в зоне боевых действий агентам для целей самообороны может также выдаваться карабин М4А1 или более современная модификация.

## В популярной культуре
- Работа специального агента Командования криминальных расследований Армии США Пола Бреннера в исполнении Джона Траволты показана в фильме 1999 года Генеральская дочь, снятого по одноимённому роману Нельсона Демилля.
- В фильме 2003 года База «Клейтон» роль специального агента Командования криминальных расследований Армии США Джулии Осборн сыграла Конни Нильсен.
- Специальным агентом Командования криминальных расследований Армии США был Джек Ричер из серии романов Ли Чайлда. Роль Джека Ричера в фильмах 2012 и 2016 года, снятых по этим романам, сыграл Том Круз.